# Leucosticte nemoricola
Leucosticte nemoricola е вид птица от семейство Чинкови (Fringillidae).

## Разпространение
Видът е разпространен в Афганистан, Бутан, Индия, Китай, Казахстан, Киргизстан, Мианмар, Непал, Пакистан, Русия, Таджикистан, Туркменистан и Узбекистан.